# Discolampa ilissus
Discolampa ilissus is een vlinder uit de familie van de Lycaenidae. De wetenschappelijke naam van de soort is voor het eerst gepubliceerd in 1859 door Cajetan Freiherr von Felder en Rudolf Felder.

## Verspreiding
De soort komt voor in Indonesië (Sulawesi).

## Ondersoorten
- Discolampa ilissus ilissus C. & R. Felder, 1859
  - = Castalius ethion ilissus C. & R. Felder, 1859
- Discolampa ilissus leoninus (Fruhstorfer, 1922)
  - =Castalius ilissus leoninus (Fruhstorfer, 1922)
- Discolampa ilissus cosimon (Fruhstorfer, 1922)
  - =Castalius ilissus cosimon (Fruhstorfer, 1922)